# Tōru Matsumoto
Tōru Matsumoto (jap. 松本 徹, Matsumoto Tōru; * 14. Juli 1977 in der Präfektur Mie) ist ein japanischer Badmintonspieler. 

## Karriere
Toru Matsumoto wurde bei der japanischen Meisterschaft 2002 Zweiter im Herreneinzel. Ein Jahr später siegte er bei der Carebaco-Meisterschaft. Bei der Weltmeisterschaft 2005 wurde er 17. im Herrendoppel mit Keishi Kawaguchi. Im gleichen Jahr gewannen beide die Peru International und wurden Zweite bei den Portugal International.

## Sportliche Erfolge
| Saison | Veranstaltung            | Disziplin    | Platz | Name                              |
| ------ | ------------------------ | ------------ | ----- | --------------------------------- |
| 2001   | Weltmeisterschaft        | Herrendoppel | 17    | Takanori Aoki / Toru Matsumoto    |
| 2001   | Auckland International   | Herrendoppel | 1     | Takanori Aoki / Toru Matsumoto    |
| 2002   | Japanische Meisterschaft | Herreneinzel | 2     | Toru Matsumoto                    |
| 2003   | Carebaco-Meisterschaft   | Herreneinzel | 1     | Toru Matsumoto                    |
| 2003   | Ballarat International   | Herreneinzel | 1     | Toru Matsumoto                    |
| 2005   | Weltmeisterschaft        | Herrendoppel | 17    | Keishi Kawaguchi / Toru Matsumoto |
| 2005   | Peru International       | Herrendoppel | 1     | Keishi Kawaguchi / Toru Matsumoto |
| 2005   | Portugal International   | Herrendoppel | 2     | Keishi Kawaguchi / Toru Matsumoto |